# Jan Chrapek
Jan Chrapek (Skolankowska Wola, Polonia, 18 de julio de 1948—Stare Siekluki, Polonia, 18 de octubre de 2001) es un clérigo católico polaco, que fue superior general de la Congregación de San Miguel Arcángel entre 1986 y 1992, obispo auxiliar de Drohiczyn entre 1992 y 1994, obispo auxiliar de Toruń entre 1994 y 1999 y obispo diocesano de Radom entre 1999 y 2001.

## Biografía

### Primeros años y formación académica
Nació el 18 de julio de 1948 en Józefin, actual Skolankowska Wola. Siendo hijo de Józef Chrapek y Genowefa Borecka y hermano de Marek Chrapek, subsecretario de Estado del Ministerio de Agricultura y Desarrollo Rural. Estudió en una escuela primaria en Jastrzębska Wola.
Inició su noviciado en 1963 en la Congregación de San Miguel Arcángel, realizando sus primeros votos religiosos en 1965. Fue educado en el seminario teológico inferior de la congregación en Miejsce Piastowe y aprobó su examen de finalización de la educación secundaria en 1967 en una escuela secundaria de Krosno. Hizo sus votos perpetuos el 26 de agosto de 1969 al general Władysław Moraz.
Entre 1967 y 1969 trabajó como educador en un colegio en Struga, cerca de Varsovia. Al mismo tiempo, estudió extramuros en el Instituto Estatal de Educación Especial de Varsovia y participó en cursos de dirección cinematográfica en la Universidad de Varsovia.
Entre 1969 y 1975 estudió filosofía y teología en el Seminario Mayor Miguelita de Cracovia. A partir de 1971 amplió su formación en el campo de la sociología de la religión y las cuestiones pastorales, estudiando en la Pontificia Universidad Juan Pablo II. Fue ordenado presbítero el 3 de mayo de 1975 en la casa madre de la Congregación de San Miguel Arcángel por el obispo de Przemyśl, Ignacy Tokarczuk.
Entre 1975 y 1979 continuó sus estudios en el Instituto de Teología Pastoral de la Facultad de Teología de la Universidad Católica de Lublin. Allí, en 1976, obtuvo la licenciatura en teología pastoral y en 1979 se doctoró. Entre 1980 y 1981 estudió en Lovaina, donde preparó su tesis doctoral «Tecnologías de la comunicación y cultura». De 1983 a 1984 estuvo con fines de investigación en el Instituto Internacional de Investigación y Comunicación de la Cultura en Londres.

### Presbiterado
Entre 1982 y 1983 fue rector del Pontificio Santuario Mariano en Castel Sant'Elia, cerca de Roma. Entre 1984 y 1986 fue editor en jefe de la publicación mensual Powściągości i Praca. Estuvo a cargo del ministerio de la intelectualidad en la Iglesia de Nuestra Señora Reina de los Ángeles en Varsovia. Organizó los conciertos de música religiosa de Bieszczady. Entre 1986 y 1992 fue superior general de la Congregación de San Miguel Arcángel. De 1989 a 1992 fue presidente de la Conferencia de Superiores Mayores de Órdenes Masculinas en Polonia.
Entre 1979 y 1980 fue educador en el Seminario Mayor Teológico Miguelita de Cracovia. En 1984 se convirtió en profesor en la Academia de Teología Católica de Varsovia y en 1989 en la Universidad de Varsovia. Entre 1985 y 1986, recibió el encargo de impartir conferencias sobre medios de comunicación en países socialistas en la Pontificia Universidad Gregoriana de Roma. Además impartió clases de ciencias sociales católicas y medios de comunicación en el Seminario Teológico Superior de Drohiczyn.

### Episcopado

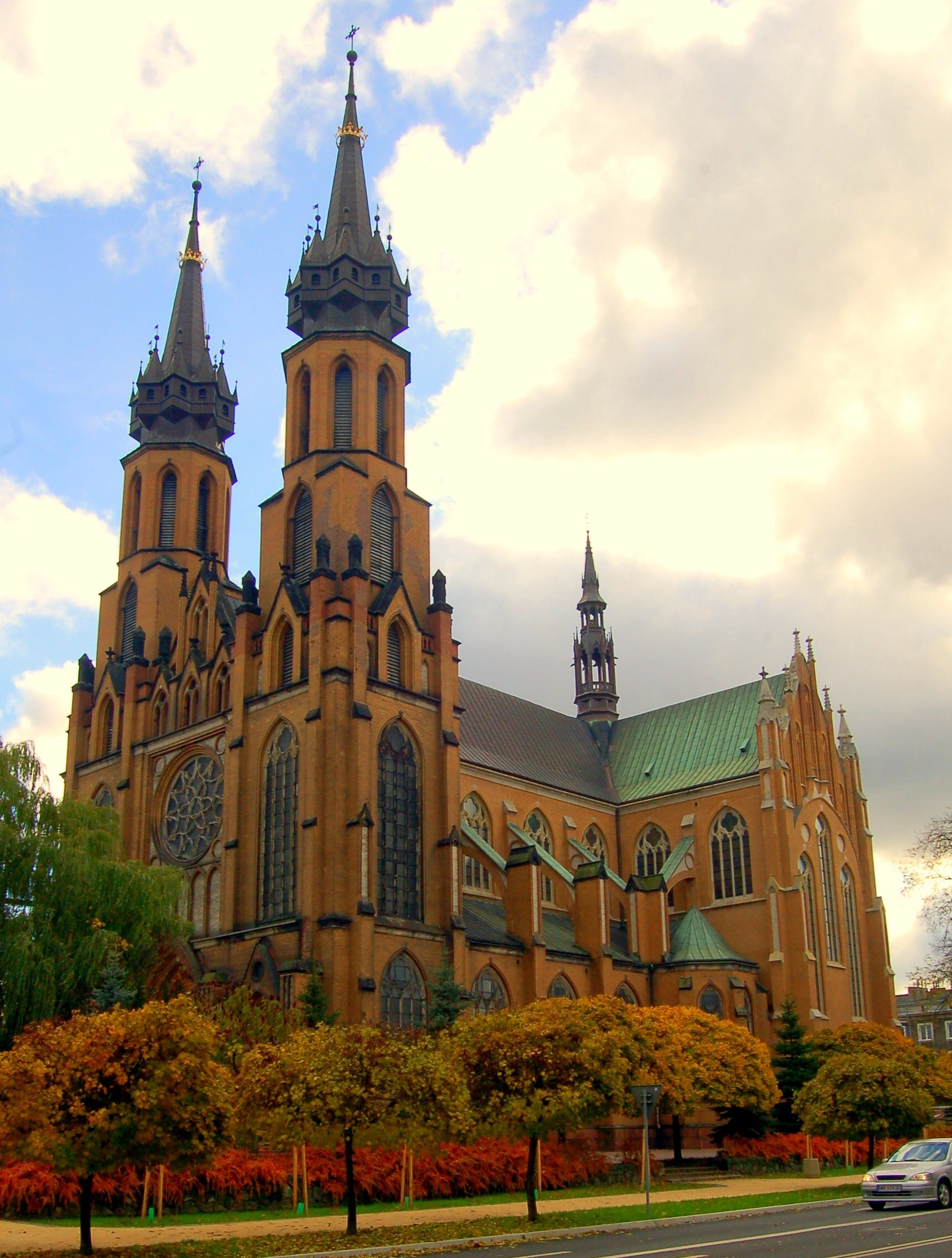
Catedral de la Protección de la Santísima Virgen María, sede episcopal de la diócesis de Radom

El 25 de marzo de 1992, el papa Juan Pablo II lo nombró obispo auxiliar de la diócesis de Drohiczyn y obispo titular de Cataquas. Fue ordenado el 6 de junio de 1992 en la catedral de Drohiczyn. Fue consagrado por el arzobispo Józef Kowalczyk, nuncio apostólico en Polonia, asistido por Władysław Jędruszuk, obispo de Drohiczyn y Jan Mazur, obispo de Siedlce. Eligió como lema episcopal la expresión Quis ut Deus («quién como Dios»).
Como obispo auxiliar residió en Sokołów Podlaski en la catedral del Inmaculado Corazón de la Santísima Virgen María. Entre 1992 y 1994 fue vicario general de la diócesis y, tras la muerte del obispo, del 25 de mayo al 10 de julio de 1994 fue administrador diocesano. En la curia diocesana fue presidente del consejo económico diocesano y secretario de asuntos religiosos. Inició la organización del Congreso Ecuménico de Familias en Drohiczyn en 1994, así como la construcción de un nuevo edificio del seminario teológico en la misma ciudad.
El 20 de junio de 1994 fue trasladado al cargo de obispo auxiliar de la diócesis de Toruń y el 28 de junio de 1999 fue nombrado obispo de la diócesis de Radom, celebrando su ingressus el 21 de agosto de 1999. Durante su episcopado apoyó la caridad, abriendo comedores y una farmacia para los pobres, así como apoyó la pastoral juvenil.

### Últimos años

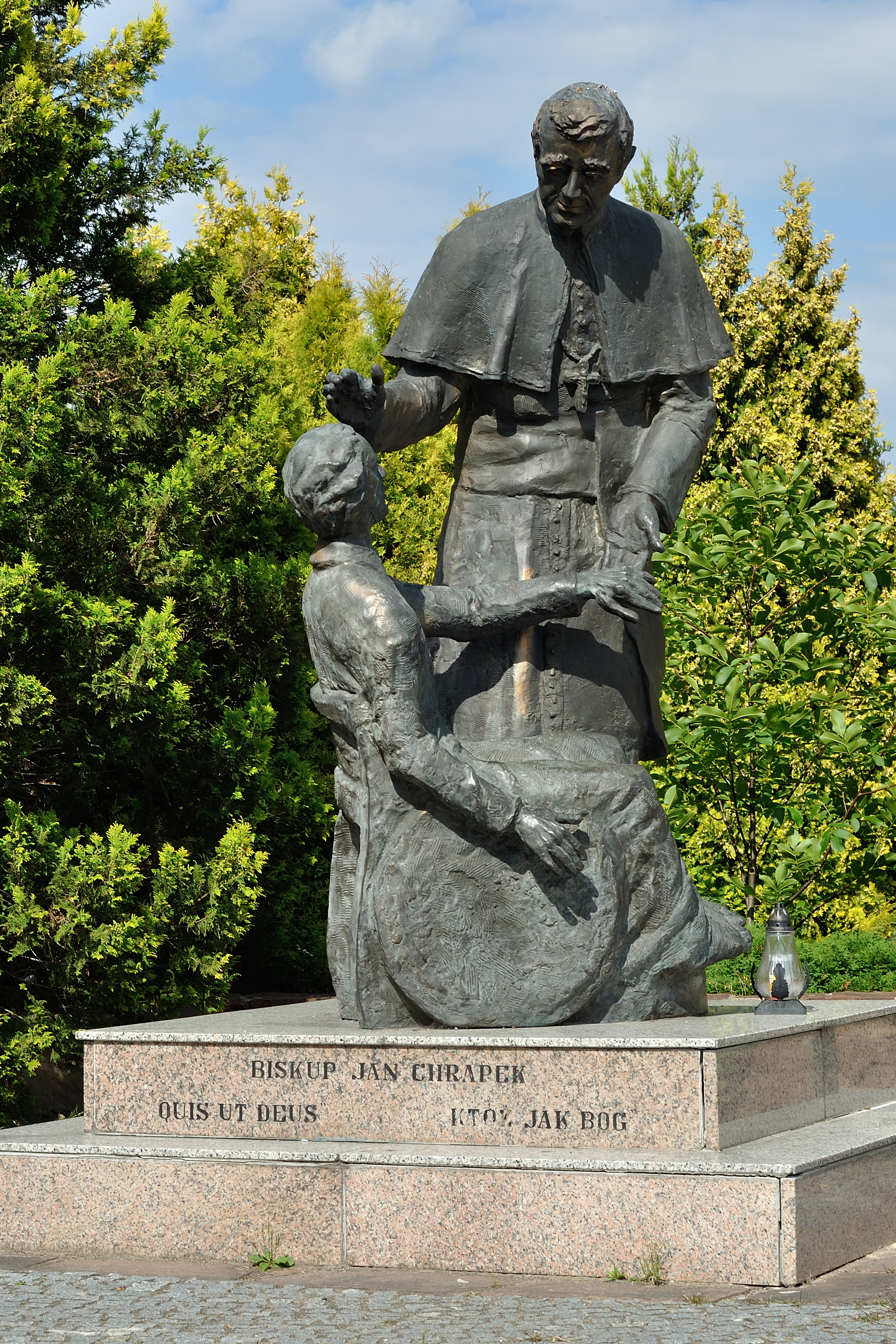
Monumento al obispo Jan Chrapek en el Santuario de Nuestra Señora de los Dolores ubicado en Kałków (voivodato de Świętokrzyskie)

Como parte de la Conferencia Episcopal Polaca, fue vicepresidente y presidente de la Comisión de Comunicaciones Sociales y vicepresidente de la Comisión de Comunidades Religiosas e Institutos de Vida Consagrada. Además fue designado por la misma para organizar una red de estaciones de radio diocesanas y se incorporó al consejo de programación de Katolicka Agencja Informacyjna.
Durante el II Sínodo Plenario Nacional asumió el cargo de presidente de la Comisión de Comunicaciones Sociales. Participó en la preparación de las visitas de Juan Pablo II a Polonia en 1997 y 1999. Participó activamente en el Consejo de Conferencias Episcopales de Europa, donde fue responsable de los medios católicos en Europa del Este. En 2001 fue nombrado consultor del Pontificio Consejo para las Comunicaciones Sociales.
Murió el 18 de octubre de 2001 en un accidente de tráfico en Stare Siekluki. Siendo enterrado el 22 de octubre en la Catedral de Radom.

## Legado
En 2002 recibió póstumamente la medalla de San hermano Alberto. Ese mismo año se otorgaron dos premios al periodismo con su nombre: Ślad y TOTUS TUUS. También ese año se le dio su nombre a la Universidad de Negocios de Radom y se lanzó un concurso para una beca que llevó su nombre, en el que graduados de secundaria de familias pobres solicitan la oportunidad de estudiar en diferentes universidades. Del mismo modo, se estableció un fondo con su nombre en Caritas en Radom y se le dio su nombre a una plaza de Toruń.